# Società anonima italiana per le ferrovie salentine
La Società anonima italiana per le ferrovie salentine, nota anche come Ferrovie Salentine (LS) era una società inizialmente costituita allo scopo di costruire l'Acquedotto Pugliese che dopo qualche anno assunse la concessione per costruire ed esercire linee ferroviarie nell'area salentina. Nel 1931 confluì nelle Ferrovie del Sud Est.

## Storia
La società anonima venne fondata a Genova, nel 1905, sotto il nome di Ercole Antico & C, allo scopo di aggiudicarsi l'appalto per la costruzione dell'Acquedotto Pugliese. La società era una emanazione del gruppo Ansaldo delle famiglie genovesi Bombrini e Perrone.
Due anni dopo cambiò la ragione sociale in Società anonima italiana per le ferrovie salentine acquisendo concessioni allo scopo di costruire ed esercire le future linee del Sud Est della Puglia. Le linee costruite si attestarono alla rete ferroviaria nazionale delle Ferrovie dello Stato connettendosi e collegando i numerosi centri agricoli minori con lo scopo di acquisire il notevole traffico merci previsto. Tra il 1907 e il 1919 realizzarono la Zollino-Gagliano-Gallipoli che si attestava a Zollino sulla ferrovia Adriatica. La società venne sciolta confluendo nel 1931 assieme alla Società anonima delle ferrovie sussidiate e alla Società anonima per le strade ferrate pugliesi nelle nuove Ferrovie del Sud Est, della stessa famiglia Bombrini di Genova, che nel 1933 ottennero anche le linee Lecce–Otranto e Zollino–Gallipoli.

## Linee esercite
- Lecce–Francavilla Fontana-Martina Franca
- Novoli–Nardò
- Casarano–Gallipoli
- Nardò–Tricase–Maglie

## Parco rotabili

### Materiale motore
| Unità             | Costruttore | Anno | Rodiggio | Tipo                  | Note                              |
| ----------------- | ----------- | ---- | -------- | --------------------- | --------------------------------- |
| 1÷10              | Borsig      | 1911 | 0-3-0    | Locotender a vapore   |                                   |
| 311÷316           | O.M.I.      | 1914 | 0-3-0    | Locotender a vapore   |                                   |
| 400÷403           | O.M.        | 1925 | 0-3-0    | Locotender a vapore   |                                   |
| 201÷202           | Breda       | 1892 | 1-2-0    | Locotender a vapore   | per treni costruzione e materiali |
| 870.099 e 870.105 | Ansaldo     | 1906 | 0-3-0    | Locotender a vapore   | acquisite dalle FS nel 1928-29    |
| Narizzano Tipo II | Ferrautovie | 1927 |          | Automotrice a benzina |                                   |

Nel biennio 1918-1919 le locomotive 311 e 315, due locomotive a 3 assi del tipo prussiano T3 costruite dalle Officine Reggiane (numeri di fabbrica 17 e 22) furono cedute alla Ferrovia Massa Marittima-Follonica (FMF).

### Materiale rimorchiato
Per il servizio viaggiatori furono acquistate nel 1911 dalle Officine Reggiane ventisette carrozze a due assi con terrazzini, di cui nove miste di prima e terza classe e le restanti di sola terza classe. Ad esse nel 1925 si affiancarono dieci carrozze analoghe alle precedenti (tre miste e sette di terza classe) costruite dalla Piaggio.
Completavano il materiale rimorchiato tredici bagagliai a due assi e oltre 100 carri merci di vario tipo.